# Gorgo al Monticano
Gorgo al Monticano (velenceiül Gorgo al Montegan) település Olaszországban, Veneto régióban, Treviso megyében. Lakosainak száma 3925 fő (2023. január 1.). Gorgo al Monticano Mansue, Motta di Livenza, Pasiano di Pordenone, Chiarano, Meduna di Livenza és Oderzo községekkel határos.

## Népesség
A település népességének változása:
| Lakosok száma | 4138 | 4142 | 3925 |
|               | 2017 | 2018 | 2023 |